# Steyerbromelia discolor
Steyerbromelia discolor là một loài thực vật có hoa trong họ Bromeliaceae. Loài này được L.B.Sm. & H.Rob. miêu tả khoa học đầu tiên năm 1986.